# اروتومانیا
اروتومانیا (به انگلیسی: erotomania) یا خودمعشوق‌پنداری، همچنین روان‌پریشیِ عاشقانه، نوعی بیماری اختلال هذیان است که اغلب در حالت هایی رخ می‌دهد که فرد مبتلا از نظر سطح اجتماعی (یا هر موقعیت دیگری) نسبت به فرد مورد نظرش، متوسط یا پایین تر باشد. آنگاه میل و کششی شکل می گیرد که در آن بیمار معتقد می شود که یک فرد ثروتمند، مشهور یا خاص و برجسته تر از خودش، مانند یک هنرپیشه یا ورزشکار معروف به او علاقه دارد.

## درمان
درمان این اختلال معمولاً به صورت دارودرمانی و توسط روان‌پزشک صورت می‌گیرد.

## فیلم
فیلم‌هایی با محوریت اروتومانیا ساخته شده‌اند؛ از جمله:
- میستی را برایم پخش کن
- اینگرید به‌فنا می‌رود
- جذابیت مرگبار
- عشق پاینده
- دوستم دارد… دوستم ندارد
- تو (فصل چهارم)